# Typhlomyopsyllus bashanensis
Typhlomyopsyllus bashanensis är en loppart som beskrevs av Liu et Wang 1995. Typhlomyopsyllus bashanensis ingår i släktet Typhlomyopsyllus och familjen smågnagarloppor. Inga underarter finns listade i Catalogue of Life.